# 우이 하쿠주

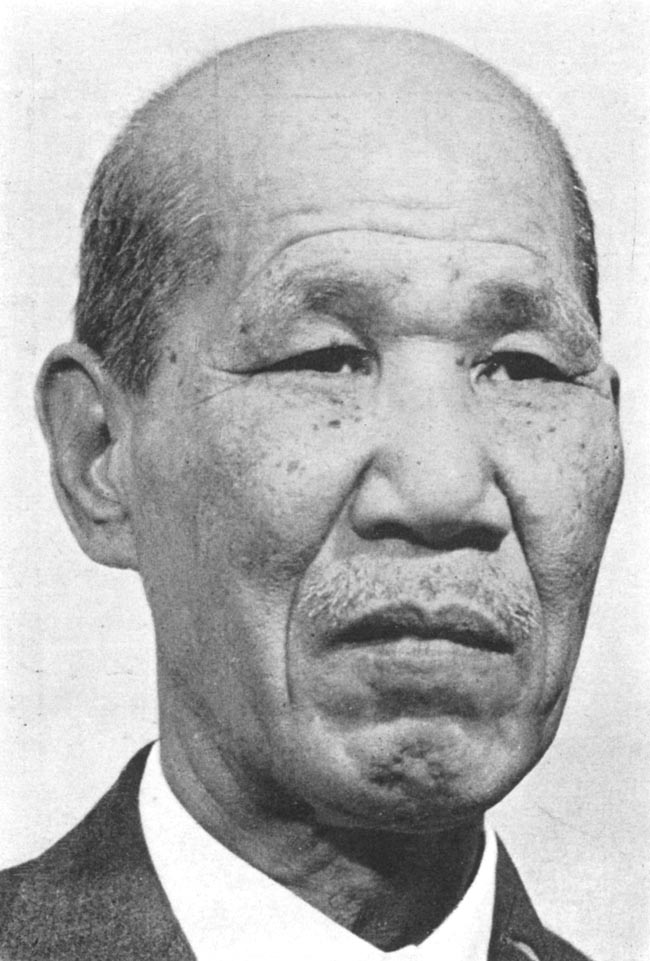

우이 하쿠주(宇井伯寿, 1882년 6월 1일 ~ 1963년 7월 14일)는 일본의 조동종(曹洞宗) 승려로, 인도 철학 연구자이자 불교학자이다. 일본 학사원 회원이다.
1882년 아이치현 호이 군(宝飯郡) 미토 정(御津町)에서 태어났다. 12세 때 호이 군의 조동종 사찰인 도센지(東漸寺)에서 출가하였다. 도쿄 대학 인도철학과에 입학하여, 다카쿠스 준지로에게 사사하였다.
졸업 후 조동종 제1중학림(曹洞宗第一中学林), 조동종 대학(지금의 고마자와 대학)에서 강사로 일하였고, 1913년부터 독일의 튀빙겐 대학, 영국의 옥스퍼드 대학에 유학하였다. 귀국한 뒤에는 교수가 되어 도쿄 대학, 도호쿠 대학 등에서 교편을 잡았다. 1921년에 도쿄 대학에서 문학박사 학위를 받았다.
1941년 조동종 본청(曹洞宗本庁)에 의해 고마자와 대학 학장에 임명되었고, 1945년에는 제국학사원 회원에 선출되었다.
제자로는 나카무라 하지메가 있다. 약리학자인 우이 미치오는 하쿠주의 다섯째 아들이다.